# Софія Йованович
Софія Йованович (серб. Софија Јовановић; 1895, Белград — 1979, там же) — доброволиця збройних сил Королівства Сербії в обох Балканських війнах та в Першій світовій. Мала звання наредника (сержанта), нагороджена 13 орденами і медалями.

## Життєпис
Народилася у сім'ї м'ясника Йовановича у Белграді на Душановій вулиці. Мала кількох сестер, але батько шкодував, що не мав синів. Школу закінчила в 1912 році, коли почалася Перша Балканська війна. Йованович з'явилася до представників Народної оборони доброволицею. Представники комісії запропонували Софії відмовитися від служби або хоча б стати медсестрою, але вона наполягала, що хоче вбивати турків. Зрештою, комісія, куди входили аптекар Карич, капітан Воїслав Танкосич і майор Мілан Васич (відомий на прізвисько «Гірський цар»), дала добро.
Софія Йованович стала однією з перших жінок в сербській армії. Вона пройшла навчання в містах Прокупле і Враньска-Лазня, а її бойове хрещення відбулося на Црне-Чуке і Веле-Чолі. Йованович займалася вилазками за лінію фронту, організацією диверсій і раптових нападів. Її удостоїли багатьох нагород, а французькі репортери назвали її «сербською Жанною д'Арк». У паризькому Le Petit Journal у 1912 році з'явилася її світлина на обкладинці. Після завершення Другої Балканської війни Йованович вирушила працювати чиновничцею дирекції залізниць.
З початком Першої світової повернулася до армії. В ніч з 28 на 29 липня 1914 року прийняла перший бій за Белград, відбивши атаку австрійців. У складі Сремського добровольчого загону командувала першою групою сербських бійців, які перейшли через Саву до Срему, щоб вивідати позиції супротивника і перерізати телефонну лінію до Земун. З Йованович в атаку пішли Мирослав Голубович, Предраг Караклаїч, Павла Арсенич і Миливоє Лазаревич. Вони взяли два сербських прапори і поставили їх на вишки, потім забрали зброю з боєприпасами і повернулися до Белграду.
Йованович брала участь у боях на Дрині і Колубаре. В жовтні 1915 року після початку наступу Німецької імперії на Сербію брала участь в боях за Белград, обороняючи простір від Ади-Циганлії до Дорчола під командуванням майора Драгутина Гавриловича, після чого відступила з сербською армією до Албанії і брала участь у прориві Салонікського фронту, а також звільненні Белграда. Під час одного з боїв була поранена, пережила ампутацію стопи і отримала інвалідність. Всього за війну вона отримала 13 нагород.
У повоєнні роки Йованович пошлюбила товариша по службі Тихомира Крсмановича і на людях практично не з'являлася. 
Померла в 1979 році, похована на Новому кладовищі Белграда з військовими почестями. Правнучка Софії, акторка і режисерка Саня Крсманович-Тасич, написала про прабабусю п'єсу «Свідки хліба і крові» (серб. Приче хлеба и крви).